# Chiesa di Santa Sofia (San Vero Milis)
La chiesa di Santa Sofia è una chiesa parrocchiale di San Vero Milis, in provincia di Oristano.
Fu innalzata nel XVIII secolo su un precedente edificio romanico del XIII secolo, di cui restano le tracce di alcuni muri, in una mescolanza di stili (romanico, gotico spagnolo, rinascimentale e barocco) e con uso di materiali di diversa colorazione. I lavori si prolungarono dal 1604, con l'arcivescovo di Oristano Antonio Canopolo, al 1638, ad opera dei cabos mastos (capomastri) Agostino Careli, di Genova, e Francesco Escanu, o Escano, di Cagliari, i cui nomi sono riportati nell'iscrizione a lato dell'altare maggiore.
La chiesa è affiancata dall'alto campanile settecentesco (lavori tra il 1742 e il 1802) anch'esso con giochi cromatici nei materiali utilizzati e con cupola a cipolla (ricostruita nel 1952). La Torre campanaria è alta 38,27 metri, con la croce raggiunge i 39,57 metri. Il rilievo è stato fatto eseguire in data 28 giugno 2024 dallìincaricato diocesano per la Pastorale del Turismo della diocesi, don Ignazio Serra, al geometra Luca Urrai.. Si tratta del terzo campanile più alto della diocesi arborense, dopo la cattedrale e Busachi. Il quarto posto lo detiene il campanile di Ortueri.
All'interno si conserva la statua lignea secentesca di San Sebastiano.